# Limosina talparum
Limosina talparum är en tvåvingeart som först beskrevs av Richards 1927.  Limosina talparum ingår i släktet Limosina och familjen hoppflugor. Inga underarter finns listade i Catalogue of Life.